# Mabel Day
Mabel Katharine Day (5 décembre 1875 - 18 septembre 1964) est une spécialiste britannique de l'anglais médiéval. Elle dirige la Early English Text Society de 1921 aux années 1940 en tant que directrice adjointe. Elle édite et publie des textes médiévaux, notamment des contributions à A Guide for Anchoresses et Sir Gawain and the Green Knight.

## Biographie
Day est née dans le bâtiment classé de St Leonard's House à Linney, Ludlow, Shropshire, en 1875. Elle est la fille d'Annie (née Metcalfe) et du révérend Henry George Day. Son père a été fellow du St John's College de Cambridge avant de devenir directeur du lycée Sedbergh.

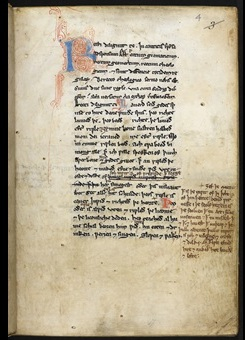
Manuscrit d' Ancrene Wisse : British Library Cotton MS Cleopatra C VI

Day fait ses études au Girton College où elle obtient son diplôme (BA) en 1899, puis elle travaille comme enseignante. En 1912, elle commence à travailler au King's College de Londres et, en 1920, est promue maître de conférences. En 1921, elle devient directrice adjointe de la Early English Text Society (EETS) et l'Université de Londres lui décerne un doctorat en 1921 pour sa thèse intitulée Early Middle English word-stress investigated on the basis of the unrhymed alliterative poems. On se souvient d'elle pour son travail avec la Early English Text Society et avec Sir Israel Gollancz, son directeur.
En 1935, la Early English Text Society décide de publier des éditions de l'Ancrene Wisse, un texte du début du XIIIe siècle également connu sous le nom de A Guide for Anchoresses. Day participe à plusieurs éditions et elle travaille sur la version Nero MS (qui a été transcrite par J.A. Herbert). Les principes qu'elle établit auraient gouverné toutes les éditions ultérieures.
Gollancz a travaillé sur une édition de Sir Gawain and the Green Knight, mais celle-ci est inachevée lorsqu'il meurt en 1930. Day termine le travail et le publie en 1940. Une autre des œuvres de Gollancz, Mum and the Sothsegger, est également achevée par Day et Robert Steele et publiée en 1936.
Day meurt à Batheaston, Somerset, en 1964.